# Ballspielverein Borussia 09 Dortmund 1995-1996
Questa voce raccoglie le informazioni riguardanti il Ballspielverein Borussia 09 Dortmund nelle competizioni ufficiali della stagione 1995-1996.

## Stagione
Nella stagione 1995-1996 il Borussia Dortmund, allenato da Ottmar Hitzfeld, concluse il campionato di Bundesliga al 1º posto. In Coppa di Germania il Borussia Dortmund fu eliminato ai quarti di finale dal Karlsruhe. In Supercoppa di Germania il Borussia Dortmund vinse la finale con il Borussia M'gladbach. In Champions League il Borussia Dortmund fu eliminato ai quarti di finale dall'Ajax.

## Rosa
| N. |                      | Ruolo | Calciatore         |
| -- | -------------------- | ----- | ------------------ |
| 1  | Germania (bandiera)  | P     | Stefan Klos        |
| 2  | Germania (bandiera)  | C     | Knut Reinhardt     |
| 3  | Germania (bandiera)  | D     | Bodo Schmidt       |
| 4  | Germania (bandiera)  | C     | Steffen Freund     |
| 5  | Brasile (bandiera)   | D     | Júlio César        |
| 6  | Germania (bandiera)  | D     | Matthias Sammer    |
| 7  | Germania (bandiera)  | D     | Stefan Reuter      |
| 8  | Germania (bandiera)  | C     | Michael Zorc       |
| 9  | Svizzera (bandiera)  | A     | Stéphane Chapuisat |
| 10 | Germania (bandiera)  | C     | Andreas Möller     |
| 11 | Germania (bandiera)  | A     | Heiko Herrlich     |
| 12 | Germania (bandiera)  | P     | Wolfgang de Beer   |
| 13 | Germania (bandiera)  | A     | Karl-Heinz Riedle  |
| 14 | Rep. Ceca (bandiera) | C     | Patrik Berger      |

| N. |                     | Ruolo | Calciatore        |
| -- | ------------------- | ----- | ----------------- |
| 15 | Germania (bandiera) | D     | Jürgen Kohler     |
| 16 | Germania (bandiera) | D     | Martin Kree       |
| 17 | Germania (bandiera) | D     | Jörg Heinrich     |
| 18 | Germania (bandiera) | C     | Lars Ricken       |
| 20 | Germania (bandiera) | D     | Günter Kutowski   |
| 21 | Germania (bandiera) | C     | Carsten Wolters   |
| 22 | Ghana (bandiera)    | A     | Ibrahim Tanko     |
| 23 | Germania (bandiera) | C     | René Tretschok    |
| 24 | Germania (bandiera) | C     | Thomas Franck     |
| 27 | Uruguay (bandiera)  | A     | Rubén Sosa Ardaiz |
| 28 | Ghana (bandiera)    | C     | Mallam Yahaya     |
| 30 | Germania (bandiera) | C     | Lars Müller       |
| 42 | Germania (bandiera) | P     | Harald Schumacher |

## Organigramma societario
Area tecnica
- Allenatore: Ottmar Hitzfeld
- Allenatore in seconda: Michael Henke
- Preparatore dei portieri: Harald Schumacher
- Preparatori atletici: Günter Jonczyk, Peter Kuhnt, Frank Zöllner

## Calciomercato

### Sessione estiva
| Acquisti | Acquisti          | Acquisti            | Acquisti |
| R.       | Nome              | da                  | Modalità |
| -------- | ----------------- | ------------------- | -------- |
| C        | Patrik Berger     | Slavia Praga        |          |
| A        | Heiko Herrlich    | Borussia M'gladbach |          |
| D        | Jürgen Kohler     | Juventus            |          |
| A        | Rubén Sosa Ardaiz | Inter               |          |
| C        | Carsten Wolters   | Wattenscheid 09     |          |

| Cessioni | Cessioni        | Cessioni             | Cessioni |
| R.       | Nome            | a                    | Modalità |
| -------- | --------------- | -------------------- | -------- |
| D        | Marco Kurz      | Schalke 04           |          |
| D        | Ned Zelić       | QPR                  |          |
| C        | Frank Riethmann | Borussia Dortmund II |          |

### Sessione invernale
| Acquisti | Acquisti      | Acquisti | Acquisti |
| R.       | Nome          | da       | Modalità |
| -------- | ------------- | -------- | -------- |
| D        | Jörg Heinrich | Friburgo |          |

| Cessioni | Cessioni    | Cessioni       | Cessioni |
| R.       | Nome        | a              | Modalità |
| -------- | ----------- | -------------- | -------- |
| C        | Marc Arnold | Hertha Berlino |          |

## Risultati

### Bundesliga

#### Girone di andata
| Arbitro: | Zerr |

|              |           |            |
| Herrlich 72’ | Marcatori | 74’ Wagner |

| Arbitro: | Fröhlich |

|            |           |                   |
| Völler 56’ | Marcatori | 65’ (rig.) Möller |

| Arbitro: | Wagner |

|                                     |           |               |
| Beinlich 45’, 89’ Chałaśkiewicz 83’ | Marcatori | 15’, 27’ Sosa |

| Arbitro: | Scheuerer |

|                              |           |            |
| Reuter 53’ (rig.) Ricken 81’ | Marcatori | 19’ Dahlin |

| Arbitro: | Best |

|  |           |                            |
|  | Marcatori | 51’, 87’ Herrlich 57’ Zorc |

| Arbitro: | Malbranc |

|                                                                          |           |                                   |
| Júlio César 5’ Sammer 10’ Herrlich 24’ Möller 34’, 66’ Reuter 49’ (rig.) | Marcatori | 3’ Élber 53’ Gilewicz 74’ Balăkov |

| Arbitro: | Heynemann |

|                                      |           |                                             |
| Schupp 13’ Ekström 35’ Rauffmann 42’ | Marcatori | 27’ Möller 36’ Zorc 46’ Herrlich 82’ Ricken |

| Arbitro: | Steinborn |

|                                     |           |               |
| Reuter 41’ (rig.) Sosa 79’ Zorc 82’ | Marcatori | 49’ Nerlinger |

| Arbitro: | Fröhlich |

|                     |           |                      |
| Bode 45’ Hobsch 61’ | Marcatori | 1’ Möller 59’ Berger |

| Arbitro: | Kasper |

|                                  |           |  |
| Kohler 60’ Zorc 71’ Herrlich 83’ | Marcatori |  |

| Arbitro: | Strampe |

|            |           |                     |
| Mulder 10’ | Marcatori | 42’ Ricken 89’ Zorc |

| Arbitro: | Buchhart |

|                                     |           |  |
| Wolters 26’ Herrlich 27’ Berger 84’ | Marcatori |  |

| Arbitro: | Fandel |

|                       |           |                     |
| Fischer 63’ Spörl 71’ | Marcatori | 17’ Zorc 24’ Möller |

| Arbitro: | Albrecht |

|                                           |           |            |
| Zorc 17’ Kohler 66’ Sammer 71’ Riedle 82’ | Marcatori | 55’ Bender |

| Arbitro: | Dardenne |

|  |           |                            |
|  | Marcatori | 66’ Kohler 71’ (rig.) Zorc |

| Arbitro: | Heynemann |

|                            |           |             |
| Möller 33’, 78’ Berger 89’ | Marcatori | 23’ Winkler |

| Arbitro: | Strampe |

|  |           |            |
|  | Marcatori | 48’ Ricken |

#### Girone di ritorno
| Arbitro: | Berg |

|          |           |           |
| Kuka 23’ | Marcatori | 9’ Ricken |

| Arbitro: | Wagner |

|                         |           |  |
| Zorc 8’ Júlio César 73’ | Marcatori |  |

| Arbitro: | Aust |

|            |           |                            |
| Berger 56’ | Marcatori | 45’ Baumgart 54’ Akpoborie |

| Arbitro: | Kasper |

|                 |           |                       |
| Dahlin 27’, 63’ | Marcatori | 57’ Riedle 89’ Kohler |

| Arbitro: | Koop |

|          |           |  |
| Zorc 63’ | Marcatori |  |

| Arbitro: | Heynemann |

|  |           |                                                   |
|  | Marcatori | 17’ Riedle 41’ Zorc 51’, 78’ Chapuisat 80’ Ricken |

| Arbitro: | Dardenne |

|                                                                |           |  |
| Riedle 27’, 45’ Zorc 47’ Freund 53’ Heinrich 59’ Chapuisat 65’ | Marcatori |  |

| Arbitro: | Merk |

|            |           |  |
| Scholl 37’ | Marcatori |  |

| Arbitro: | Steinborn |

|               |           |            |
| Tretschok 14’ | Marcatori | 37’ Baiano |

| Colonia 9 aprile 1996, ore 20:00 CEST 27ª giornata | Colonia   | 0 – 0 referto | Borussia Dortmund | Müngersdorfer Stadion (53 000 spett.)\| Arbitro: \| Habermann \| |
| Arbitro:                                           | Habermann |               |                   |                                                                  |

| Dortmund 13 aprile 1996, ore 15:30 CEST 28ª giornata | Borussia Dortmund | 0 – 0 referto | Schalke 04 | Westfalenstadion (42 400 spett.)\| Arbitro: \| Strampe \| |
| Arbitro:                                             | Strampe           |               |            |                                                           |

| Arbitro: | Zerr |

|          |           |                       |
| Bach 30’ | Marcatori | 36’ Freund 38’ Sammer |

| Arbitro: | Berg |

|            |           |                  |
| Riedle 39’ | Marcatori | 44’ (rig.) Spörl |

| Arbitro: | Fröhlich |

|                                                           |           |  |
| Häßler 6’ (rig.) Kir'jakov 62’, 64’ Dundee 69’ Tarnat 87’ | Marcatori |  |

| Arbitro: | Best |

|                                                 |           |  |
| Kohler 5’ Heinrich 23’ Reuter 35’, 59’ Zorc 43’ | Marcatori |  |

| Arbitro: | Heynemann |

|                 |           |                     |
| Bodden 68’, 80’ | Marcatori | 38’ Reuter 65’ Zorc |

| Arbitro: | Albrecht |

|                                   |           |                           |
| Tretschok 55’ Zorc 79’ Riedle 85’ | Marcatori | 84’ Decheiver 87’ Seretis |

### Coppa di Germania
| Arbitro: | Berg |

|                                   |                      |                                       |
| Winkler 119’                      | Marcatori            | 100’ Möller                           |
| Ruh Winkler Mack Schantz Biagioli | Tiri di rigore 2 – 3 | Herrlich Júlio César Möller Reinhardt |

| Arbitro: | Aust |

|                                   |           |  |
| Ricken 65’ Tretschok 81’ Zorc 90’ | Marcatori |  |

| Arbitro: | Strampe |

|  |           |               |
|  | Marcatori | 109’ Herrlich |

| Arbitro: | Merk |

|            |           |                                          |
| Sammer 65’ | Marcatori | 27’ Dundee 59’ Nowotny 74’ (rig.) Häßler |

### Supercoppa di Germania
| Arbitro: | Merk |

|                 |           |  |
| Júlio César 71’ | Marcatori |  |

### Champions League

#### Fase a gironi
| Arbitro: | Röthlisberger |

|           |           |                                      |
| Möller 1’ | Marcatori | 11’ Padovano 36’ Del Piero 68’ Conte |

| Arbitro: | Uilenberg |

|                        |           |                       |
| Gough 63’ Ferguson 73’ | Marcatori | 19’ Herrlich 70’ Kree |

| Arbitro: | Mikkelsen |

|            |           |  |
| Ricken 58’ | Marcatori |  |

| Bucarest 1º novembre 1995, ore CET 4ª giornata | Steaua Bucarest | 0 – 0 referto | Borussia Dortmund | Stadio Ghencea (15 000 spett.)\| Arbitro: \| Piraux \| |
| Arbitro:                                       | Piraux          |               |                   |                                                        |

| Arbitro: | Frisk |

|               |           |                     |
| Del Piero 90’ | Marcatori | 30’ Zorc 65’ Ricken |

| Arbitro: | Vega |

|                       |           |                       |
| Möller 17’ Riedle 49’ | Marcatori | 11’ Laudrup 85’ Durie |

#### Fase a eliminazione diretta
| Arbitro: | Gallagher |

|  |           |                        |
|  | Marcatori | 8’ Davids 85’ Kluivert |

| Arbitro: | Krondl |

|             |           |  |
| Musampa 75’ | Marcatori |  |

## Statistiche

### Statistiche di squadra
| Competizione           | Punti | In casa | In casa | In casa | In casa | In casa | In casa | In trasferta | In trasferta | In trasferta | In trasferta | In trasferta | In trasferta | Totale | Totale | Totale | Totale | Totale | Totale | DR  |
| Competizione           | Punti | G       | V       | N       | P       | Gf      | Gs      | G            | V            | N            | P            | Gf           | Gs           | G      | V      | N      | P      | Gf     | Gs     | DR  |
| ---------------------- | ----- | ------- | ------- | ------- | ------- | ------- | ------- | ------------ | ------------ | ------------ | ------------ | ------------ | ------------ | ------ | ------ | ------ | ------ | ------ | ------ | --- |
| Bundesliga             | 68    | 17      | 12      | 4       | 1       | 45      | 14      | 17           | 7            | 7            | 3            | 31           | 24           | 34     | 19     | 11     | 4      | 76     | 38     | +38 |
| Coppa di Germania      | -     | 2       | 1       | 0       | 1       | 4       | 3       | 2            | 1            | 1            | 0            | 2            | 1            | 4      | 2      | 1      | 1      | 6      | 4      | +2  |
| Supercoppa di Germania | -     | 1       | 1       | 0       | 0       | 1       | 0       | 0            | 0            | 0            | 0            | 0            | 0            | 1      | 1      | 0      | 0      | 1      | 0      | +1  |
| Champions League       | -     | 4       | 1       | 1       | 2       | 4       | 7       | 4            | 1            | 2            | 1            | 4            | 4            | 8      | 2      | 3      | 3      | 8      | 11     | -3  |
| Totale                 | 68    | 24      | 15      | 5       | 4       | 54      | 24      | 23           | 9            | 10           | 4            | 37           | 29           | 47     | 24     | 15     | 8      | 91     | 53     | +38 |

### Andamento in campionato
| Giornata  | 1 | 2 | 3  | 4 | 5 | 6 | 7 | 8 | 9 | 10 | 11 | 12 | 13 | 14 | 15 | 16 | 17 | 18 | 19 | 20 | 21 | 22 | 23 | 24 | 25 | 26 | 27 | 28 | 29 | 30 | 31 | 32 | 33 | 34 |
| --------- | - | - | -- | - | - | - | - | - | - | -- | -- | -- | -- | -- | -- | -- | -- | -- | -- | -- | -- | -- | -- | -- | -- | -- | -- | -- | -- | -- | -- | -- | -- | -- |
| Luogo     | C | T | T  | C | T | C | T | C | T | C  | T  | C  | T  | C  | T  | C  | T  | T  | C  | C  | T  | C  | T  | C  | T  | C  | T  | C  | T  | C  | T  | C  | T  | C  |
| Risultato | N | N | P  | V | V | V | V | V | N | V  | V  | V  | N  | V  | V  | V  | V  | N  | V  | P  | N  | V  | V  | V  | P  | N  | N  | N  | V  | N  | P  | V  | N  | V  |
| Posizione | 8 | 9 | 13 | 9 | 4 | 3 | 2 | 2 | 2 | 2  | 2  | 1  | 1  | 1  | 1  | 1  | 1  | 1  | 1  | 1  | 1  | 1  | 1  | 1  | 1  | 1  | 1  | 1  | 1  | 1  | 1  | 1  | 1  | 1  |

Legenda:

Luogo: C = Casa; T = Trasferta. Risultato: V = Vittoria; N = Pareggio; P = Sconfitta.

### Statistiche dei giocatori
| Giocatore     | Bundesliga | Bundesliga | Bundesliga  | Bundesliga | Coppa di Germania | Coppa di Germania | Coppa di Germania | Coppa di Germania | Supercoppa di Germania | Supercoppa di Germania | Supercoppa di Germania | Supercoppa di Germania | Champions League | Champions League | Champions League | Champions League | Totale   | Totale | Totale      | Totale     |
| Giocatore     | Presenze   | Reti       | Ammonizioni | Espulsioni | Presenze          | Reti              | Ammonizioni       | Espulsioni        | Presenze               | Reti                   | Ammonizioni            | Espulsioni             | Presenze         | Reti             | Ammonizioni      | Espulsioni       | Presenze | Reti   | Ammonizioni | Espulsioni |
| ------------- | ---------- | ---------- | ----------- | ---------- | ----------------- | ----------------- | ----------------- | ----------------- | ---------------------- | ---------------------- | ---------------------- | ---------------------- | ---------------- | ---------------- | ---------------- | ---------------- | -------- | ------ | ----------- | ---------- |
| M. Arnold     | 0          | 0          | 0           | 0          | 0                 | 0                 | 0                 | 0                 | 0                      | 0                      | 0                      | 0                      | 0                | 0                | 0                | 0                | 0        | 0      | 0           | 0          |
| P. Berger     | 27         | 4          | 2           | 0          | 3                 | 0                 | 0                 | 0                 | 1                      | 0                      | 0                      | 0                      | 6                | 0                | 0                | 0                | 37       | 4      | 2           | 0          |
| S. Chapuisat  | 17         | 3          | 1           | 0          | 0                 | 0                 | 0                 | 0                 | 0                      | 0                      | 0                      | 0                      | 1                | 0                | 1                | 0                | 18       | 3      | 2           | 0          |
| J. César      | 23         | 2          | 5           | 0          | 3                 | 0                 | 0                 | 0                 | 1                      | 1                      | 0                      | 0                      | 6                | 0                | 0                | 0                | 33       | 3      | 5           | 0          |
| T. Franck     | 5          | 0          | 2           | 0          | 0                 | 0                 | 0                 | 0                 | 0                      | 0                      | 0                      | 0                      | 1                | 0                | 1                | 0                | 6        | 0      | 3           | 0          |
| S. Freund     | 30         | 2          | 11          | 0          | 4                 | 0                 | 1                 | 1                 | 1                      | 0                      | 0                      | 0                      | 8                | 0                | 1                | 0                | 43       | 2      | 13          | 1          |
| J. Heinrich   | 17         | 2          | 1           | 0          | 0                 | 0                 | 0                 | 0                 | 0                      | 0                      | 0                      | 0                      | 0                | 0                | 0                | 0                | 17       | 2      | 1           | 0          |
| H. Herrlich   | 16         | 7          | 2           | 0          | 4                 | 1                 | 2                 | 0                 | 0                      | 0                      | 0                      | 0                      | 6                | 1                | 0                | 0                | 26       | 9      | 4           | 0          |
| S. Klos       | 33         | 0          | 2           | 0          | 4                 | 0                 | 0                 | 0                 | 1                      | 0                      | 0                      | 0                      | 8                | 0                | 0                | 0                | 46       | 0      | 2           | 0          |
| J. Kohler     | 29         | 5          | 10          | 1          | 3                 | 0                 | 1                 | 0                 | 1                      | 0                      | 0                      | 0                      | 7                | 0                | 2                | 0                | 40       | 5      | 13          | 1          |
| M. Kree       | 23         | 0          | 2           | 0          | 3                 | 0                 | 0                 | 0                 | 1                      | 0                      | 0                      | 0                      | 5                | 1                | 0                | 0                | 32       | 1      | 2           | 0          |
| M. Kurz       | 0          | 0          | 0           | 0          | 0                 | 0                 | 0                 | 0                 | 1                      | 0                      | 0                      | 0                      | 0                | 0                | 0                | 0                | 1        | 0      | 0           | 0          |
| G. Kutowski   | 3          | 0          | 0           | 0          | 1                 | 0                 | 0                 | 0                 | 0                      | 0                      | 0                      | 0                      | 2                | 0                | 0                | 0                | 6        | 0      | 0           | 0          |
| A. Möller     | 23         | 8          | 1           | 0          | 4                 | 1                 | 0                 | 0                 | 1                      | 0                      | 0                      | 0                      | 6                | 2                | 0                | 0                | 34       | 11     | 1           | 0          |
| L. Müller     | 5          | 0          | 0           | 0          | 0                 | 0                 | 0                 | 0                 | 0                      | 0                      | 0                      | 0                      | 0                | 0                | 0                | 0                | 5        | 0      | 0           | 0          |
| K. Reinhardt  | 20         | 0          | 3           | 1          | 3                 | 0                 | 1                 | 0                 | 1                      | 0                      | 0                      | 0                      | 6                | 0                | 0                | 0                | 30       | 0      | 4           | 1          |
| S. Reuter     | 26         | 6          | 4           | 0          | 2                 | 0                 | 1                 | 0                 | 1                      | 0                      | 0                      | 0                      | 5                | 0                | 2                | 0                | 34       | 6      | 7           | 0          |
| L. Ricken     | 26         | 6          | 4           | 0          | 3                 | 1                 | 0                 | 0                 | 1                      | 0                      | 0                      | 0                      | 7                | 2                | 2                | 0                | 37       | 9      | 6           | 0          |
| K. Riedle     | 18         | 7          | 3           | 0          | 0                 | 0                 | 0                 | 0                 | 0                      | 0                      | 0                      | 0                      | 4                | 1                | 0                | 0                | 22       | 8      | 3           | 0          |
| M. Sammer     | 22         | 3          | 10          | 0          | 3                 | 1                 | 2                 | 0                 | 1                      | 0                      | 0                      | 0                      | 6                | 0                | 0                | 1                | 32       | 4      | 12          | 1          |
| B. Schmidt    | 17         | 0          | 1           | 0          | 3                 | 0                 | 0                 | 0                 | 1                      | 0                      | 0                      | 0                      | 3                | 0                | 0                | 0                | 24       | 0      | 1           | 0          |
| T. Schumacher | 1          | 0          | 0           | 0          | 0                 | 0                 | 0                 | 0                 | 0                      | 0                      | 0                      | 0                      | 0                | 0                | 0                | 0                | 1        | 0      | 0           | 0          |
| R. Sosa       | 17         | 3          | 2           | 0          | 4                 | 0                 | 1                 | 0                 | 0                      | 0                      | 0                      | 0                      | 5                | 0                | 0                | 0                | 26       | 3      | 3           | 0          |
| I. Tanko      | 3          | 0          | 0           | 0          | 1                 | 0                 | 0                 | 0                 | 0                      | 0                      | 0                      | 0                      | 2                | 0                | 0                | 0                | 6        | 0      | 0           | 0          |
| R. Tretschok  | 20         | 2          | 0           | 0          | 3                 | 1                 | 0                 | 0                 | 1                      | 0                      | 0                      | 0                      | 5                | 0                | 0                | 0                | 29       | 3      | 0           | 0          |
| C. Wolters    | 11         | 1          | 0           | 0          | 2                 | 0                 | 0                 | 0                 | 0                      | 0                      | 0                      | 0                      | 2                | 0                | 0                | 0                | 15       | 1      | 0           | 0          |
| M. Yahaya     | 1          | 0          | 0           | 0          | 0                 | 0                 | 0                 | 0                 | 0                      | 0                      | 0                      | 0                      | 0                | 0                | 0                | 0                | 1        | 0      | 0           | 0          |
| M. Zorc       | 30         | 15         | 4           | 0          | 3                 | 1                 | 0                 | 0                 | 0                      | 0                      | 0                      | 0                      | 8                | 1                | 1                | 0                | 41       | 17     | 5           | 0          |
| W. de Beer    | 1          | 0          | 0           | 0          | 0                 | 0                 | 0                 | 0                 | 0                      | 0                      | 0                      | 0                      | 0                | 0                | 0                | 0                | 1        | 0      | 0           | 0          |